# Hibou d'Abyssinie
Asio abyssinicus
Espèce
Synonymes
- Otus abyssinicus Guérin-Méneville, 1843
(protonyme)

Statut de conservation UICN

 LC  : Préoccupation mineure
Statut CITES
Le Hibou d'Abyssinie (Asio abyssinicus) est une espèce d'oiseaux de la famille des Strigidae.

## Répartition
Cet oiseau vit en Afrique : dans les plateaux d'Éthiopie d'une part et dans les forêts d'altitude du rift Albertin de l'autre.

## Sous-espèces
D'après la classification de référence (version 14.1, 2024) de l'Union internationale des ornithologues, le Hibou d'Abyssinie possède 2 sous-espèces (ordre philogénique) :
- Asio abyssinicus abyssinicus (Guérin-Méneville, 1843) ;
- Asio abyssinicus graueri Sassi, 1912.